# 卡菲利城堡
卡菲利城堡（英語：Caerphilly Castle）是位於英國威爾斯南部城市卡菲利的一座中世紀時期的城堡。卡菲利城堡被人工湖所包圍，佔地面積多達30英畝（12公頃），是英國面積第二大城堡。城堡始建於13世紀，自歷史上曾經遭遇多多次戰爭。現在卡菲利城堡已經成為一座觀光景點。

## 外部連結
- Official Cadw site – Caerphilly Castle（页面存档备份，存于）

51°34′34″N 3°13′13″W / 51.5761°N 3.2203°W